# Trimma fraena
Trimma fraena är en fiskart som beskrevs av Winterbottom, 1984. Trimma fraena ingår i släktet Trimma och familjen smörbultsfiskar. IUCN kategoriserar arten globalt som livskraftig. Inga underarter finns listade i Catalogue of Life.